# Dận Kì
Doãn Kì (tiếng Mãn: ᠶᡡᠨ ᡴᡳ, Möllendorff: Yūn Ki, chữ Hán: 允祺; 5 tháng 1 năm 1680 – 10 tháng 7 năm 1732) là một hoàng tử nhà Thanh trong lịch sử Trung Quốc, con trai thứ 5 tính trong số những người con sống tới tuổi trưởng thành của Khang Hi.

## Cuộc đời
Doãn Kì nguyên danh là Dận Kì (胤祺, tiếng Mãn: ᡳᠨ ᡴᡳ, Möllendorff: In Ki) sinh vào giờ Thân ngày 4 tháng 12 (âm lịch) năm Khang Hi thứ 18 (1679), là anh ruột của Dận Đường và Dận Tư (胤禌). Sinh mẫu là Nghi phi, một phi tần rất được sủng ái của Khang Hi Đế . Sau này khi Ung Chính Đế lên ngôi, do kị huý nên đã đổi tên ông thành Doãn Kì như những người anh em khác. Khi còn nhỏ, ông được nuôi dưỡng bởi Hiếu Huệ Chương Hoàng hậu. Lên 9 tuổi Dận Kì vẫn chưa biết đọc Hán văn. Ông được đánh giá là người "tâm tính lương thiện, con người thuần hậu". Năm Khang Hi thứ 35 (1696), khi Khang Hi Đế thân chinh dẹp loạn Cát Nhĩ Đan, ông được lệnh làm Thống lĩnh Chính Hoàng kỳ đại doanh. Năm thứ 36 (1697), ngày 15 tháng 3, ông chính thức nghênh thú Đích Phúc tấn. Năm thứ 37 (1698), ông cùng với Dận Chân, Dận Hựu, Dận Tự, được phong Bối lặc. Mùa đông năm thứ 47 (1708), Khang Hi Đế bệnh nặng, ông cùng Dận Chỉ và Dận Chân ngày đêm túc trực hầu hạ bên giường của Khang Hi Đế.
Năm thứ 48 (1709), tháng 3, Khang Hi Đế phục lập Hoàng Thái tử Dận Nhưng, nhưng đồng thời ông, Dận Chỉ, Dận Chân đều được tấn phong làm Thân vương. Ngày 21 tháng 10, ông chính thức được phong Hằng Thân vương (恒亲王). Năm thứ 51 (1712), sự kiện phế Thái tử lần thứ 2, trong vụ án "Thác Hợp Tề phụ tử tham tang bất pháp án", ông cùng Dận Chỉ, Dận Chân, Dận Hựu đều có công, tất cả được ban thưởng 5000 lượng bạc. Ông từng được ban thưởng một tòa phủ đệ ở Tị Thử Sơn Trang, người đời sau gọi đây là "Lão ngũ gia phủ". Năm thứ 56 (1717), Thái hậu lâm bệnh nặng rồi mất, ông an ủi Khang Hi Đế "Thần từ nhỏ được Hoàng thái hậu tổ mẫu dưỡng dục. Hoàng phụ thánh thể không khỏe, mọi việc thần có thể xử lý", Khang Hi Đế trả lời "Ta ở đây, sao cái gì cũng để ngươi xử lý! Trẫm nhất định sẽ tự mình hoàn tất mọi điển lễ".
Năm thứ 58 (1719), ngày 6 tháng 12, tức 2 năm ngày kị của Hiếu Huệ Chương Hoàng hậu, ông cùng Dận Chân, Dận Lễ đến Phụng Tiên điện cung đại hành lễ. Ngày 10 tháng 12, Khang Hi Đế mệnh ông cùng Dận Đào đi trước nghênh đón linh cữu của Hồ Quảng Tổng đốc, Tây An Tướng quân Ngạch Luân Đặc (额伦特) hồi kinh. Năm Ung Chính thứ 2 (1724), tiết Thanh Minh, ông nhận mệnh đến Hiếu Đông lăng (lăng của Hiếu Huệ Chương Hoàng hậu) tế lễ. Năm thứ 10 (1732), ngày 19 tháng 5, ông qua đời, được ban thuỵ là Hằng Ôn Thân vương (恆溫親王).

## Gia quyến

### Thê thiếp
- Đích Phúc tấn: Tha Tháp Lạt thị (他塔喇氏), con gái của Viên ngoại lang Trương Bảo (张保).
- Phu nhân: Phú Sát thị (富察氏). Trong "Hoàng triều văn điển" có "Đa La Bối lăc Doãn Kì Phu nhân Phú Sát thị tế văn" do Phan Đình Quân (潘庭筠) biên soạn. Trong tế văn lấy "Uẩn tú danh môn" và "Lai tần thiên tộc" để nhắc đến gia thế của bà. Tiêu đề "Doãn Kì" cho thấy tế văn này xuất hiện sớm nhất là sau khi Ung Chính Đế lên ngôi. Phan Đình Quân mãi đến năm Càn Long thứ 34 (1769) mới trúng chính bảng, trong khi Dận Kì ngay từ năm Khang Hi thứ 48 (1709) đã được phong Thân vương.
- Trắc Phúc tấn:
  - Lưu Giai thị (劉佳氏), con gái của Lưu Văn Hoán (劉文煥).
  - Qua Nhĩ Giai thị (瓜爾佳氏), con gái của Thạc Sắc (碩色).
- Thứ thiếp: 
  - Mã Giai thị (馬佳氏), con gái của Mã Tam Cáp (馬三合).
  - Bạch Giai thị (白佳氏), con gái của Bạch Ngọc (白玉).
  - Tiễn Giai thị (錢佳氏), con gái của Quản lĩnh Tiễn Gia Quan (錢加官).
  - Trương Giai thị (張佳), con gái của Trương Hoán Văn (張喚文).

### Hậu duệ

#### Con trai
1. Hoằng Thăng (弘昇; 1696 – 1754), mẹ là Trắc Phúc tấn Lưu Giai thị, được phong Thế tử năm 1719, bị tước vị năm 1727, qua đời được truy thụy Cung Khác Bối lặc (恭恪貝勒). Có 3 con trai.
2. Hoằng Chí (弘晊; 1700 – 1775), mẹ là Trắc Phúc tấn Qua Nhĩ Giai thị, sơ phong Phụ quốc công, tấn thăng Trấn quốc công (1727), tấn phong Hằng Thân vương (1732), qua đời được truy thụy Hằng Khác Thân vương (恆恪親王). Có 11 con trai.
3. Tam tử (1701 – 1706), mẹ là Trắc Phúc tấn Qua Nhĩ Giai thị, chết yểu.
4. Hoằng Ngang (弘昂; 1705 – 1781), mẹ là Trắc Phúc tấn Qua Nhĩ Giai thị, được phong Phụng ân Trấn quốc Tướng quân (1725), sau bị tước vị (1775). Có 4 con trai.
5. Ngũ tử (1707), mẹ là Trắc Phúc tấn Qua Nhĩ Giai thị. Chết yểu.
6. Hoằng Thưởng (弘晌; 1710 – 1753), mẹ là Tiễn Giai thị, được phong Phụng ân Tướng quân (1735 – 1740). Có 6 con trai.
7. Hoằng Đồng (弘曈; 1711 – 1754), mẹ là Tiễn Giai thị, được phong Phụng ân Tướng quân (1735 – 1741). Có 3 con trai.

#### Con gái
1. Trưởng nữ (1698 – 1759), được phong Quận chúa, mẹ là Trắc Phúc tấn Lưu Giai thị. Năm 1713, hạ giá lấy Nạp Mục Tắc (纳穆塞) thuộc Ô Lương Hãn Tế Nhĩ Mặc thị – con trai của Đỗ Lăng Quận vương Cát Nhĩ Tang, ngạch phò của Hòa Thạc Đoan Tĩnh Công chúa.
2. Nhị nữ (1699 – 1743), được phong Quận chúa, mẹ là Bạch Giai thị. Năm 1719 hạ giá lấy Quận vương Sách Lăng Vượng Bố (策凌旺布) thuộc Xước Lạc Tư thị của Ách Lỗ Đặc.
3. Tam nữ (1702 – 1724), được phong Huyện quân, mẹ là Mã Giai thị. Năm 1721 hạ giá lấy Tát Khắc Đạt thị Đạt Xung A (达冲阿).
4. Tứ nữ (1705 – 1784), được phong Huyện quân, mẹ là Mã Giai thị. Năm 1735 hạ giá lấy Bỉnh Đồ Quận vương Quận Tích Ban Đệ (郡锡班第) thuộc Bác Nhĩ Tế Cát Đặc thị của Khoa Nhĩ Thấm.
5. Ngũ nữ (1708 – 1710), mẹ là Trắc Phúc tấn Qua Nhĩ Giai thị, chết yểu.
6. Lục nữ (1711 – 1744), không có phong hiệu, mẹ là Trương Giai thị. Năm 1738 hạ giá lấy Đôn Nhĩ La Tư Bác Nhĩ Tế Cát Đặc thị Tô Mã Đệ (苏马第).

## Phim ảnh
| Năm  | Phim truyền hình                           | Diễn viên                |
| ---- | ------------------------------------------ | ------------------------ |
| 2011 | Bộ bộ kinh tâm (步步惊心)                  | Vương Hiểu Đông (王小东) |
| 2012 | Thâm cung điệp ảnh (深宫谍影)              | Bàng Ngọc Long (庞玉龙)  |
| 2012 | Hậu cung Chân Hoàn truyện (花落宫廷错流年) | Vương Dân (王民)         |